# Плоске (Рівненський район)
Плоске — село в Україні, в Рівненському районі Рівненської області. Населення становить 1318 осіб. Село у складі Острозької громади. Колишній орган місцевого самоврядування — Плосківська сільська рада

## Історія
У 1906 році село Хорівської волості Острозького повіту Волинської губернії. Відстань від повітового міста 14 верст, від волості 7. Дворів 149, мешканців 912.

## Уродженці
- Гульчук Юрій Миколайович (1983—2022) — молодший сержант Збройних Сил України, учасник російсько-української війни.
- Драчук Петро Ростиславович (1967—2015) — солдат Збройних сил України, учасник російсько-української війни.